# مصطفی کوچ
مصطفی کوچ (به ترکی استانبولی: Mustafa Koç) (زاده ۲۴ مارس ۱۹۶۲) کارآفرین، بازرگان و مدیر ارشد اجرایی ترکیه‌ای است، که در حال حاضر به‌عنوان رئیس هیئت مدیره شرکت کوچ هولدینگ و بانک یاپی کردی فعالیت می‌کند. وی از اعضای خانواده کوچ می‌باشد.